# Josefine Kramer-Glöckner

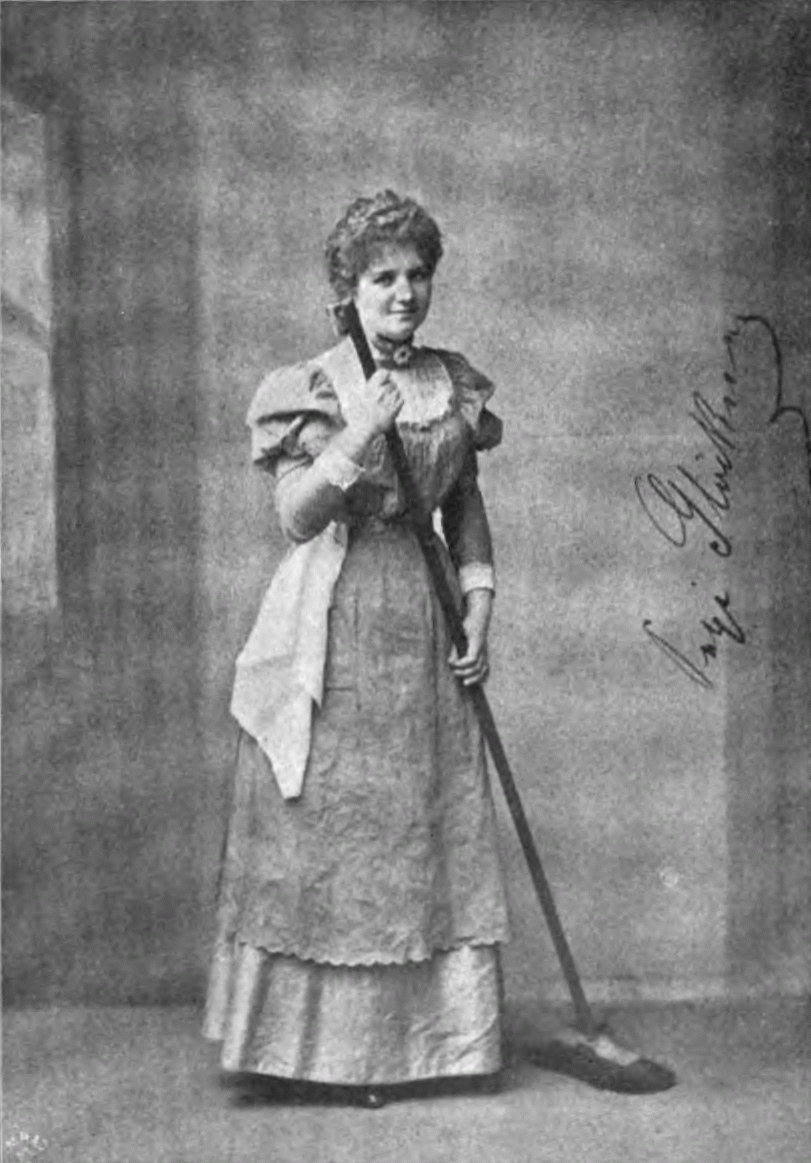
Pepi Glöckner (nach einer Fotografie von Josef Székely, 1899)

Josefine Kramer-Glöckner, geborene Josephine Glöckner, auch bekannt als Pepi Glöckner-Kramer und Pepi Kramer-Glöckner (* 17. Januar 1874 in Berlin; † 9. März 1954 in Wien) war eine österreichische Volksschauspielerin, Soubrette und Sängerin (Sopran).

## Leben
Josefine Glöckner war die Tochter der Schauspielerin Bertha Glöckner und des populären Komikers Josef Matras, der zur Zeit ihrer Geburt gerade in Berlin gastierte. Sie wurde in einem Internat in Pressburg erzogen und stand selbst schon mit 15 Jahren auf der Bühne. Ihr erstes Engagement war am Deutschen Theater in Budapest, danach folgten Jahre in Berlin und schließlich ab 1892 am Deutschen Volkstheater in Wien, an dem sie bis zu ihrem Tod blieb. Sie heiratete 1900 ihren Kollegen Leopold Kramer und nannte sich ab nun Pepi Kramer-Glöckner. Ab 1917 spielte sie neben dem Theater auch in Stummfilmen.
Große Erfolge hatte sie in Stücken von Ludwig Anzengruber (1890 Josefa Schalanter und 1952 die Großmutter in Das vierte Gebot) und Hermann Bahr, aber auch als Mutter Wolfen in Gerhart Hauptmanns Der Biberpelz. Bei Soireen trat sie mit Couplets und Chansons vor Angehörigen des Hofes auf. Nach dem Ersten Weltkrieg übernahm ihr Mann das Deutsche Volkstheater in Prag, wodurch sie zahlreiche Gastspielreisen in der Tschechoslowakei absolvierte. 1929 spielte sie in der Dreigroschenoper im Raimundtheater und in Der lebende Leichnam im Theater in der Josefstadt unter der Regie von Max Reinhardt.
Während und nach dem Zweiten Weltkrieg wirkte sie in kleineren Rollen in Spielfilmen mit, wo etwa Hans Moser und Johannes Heesters zu ihren Partnern zählten. Sie stand 1944 in der Gottbegnadeten-Liste des Reichsministeriums für Volksaufklärung und Propaganda.
Nach ihrem Tode wurde Josefine Kramer-Glöckner auf dem Ober Sankt Veiter Friedhof beigesetzt (Gruppe C, Reihe 6, Nr. 22). 1955 benannte man die Kramer-Glöckner-Straße in Wien-Hietzing nach ihr.

## Filmografie
- 1928: Modche a Rézi
- 1928: Dyckerpotts Erben

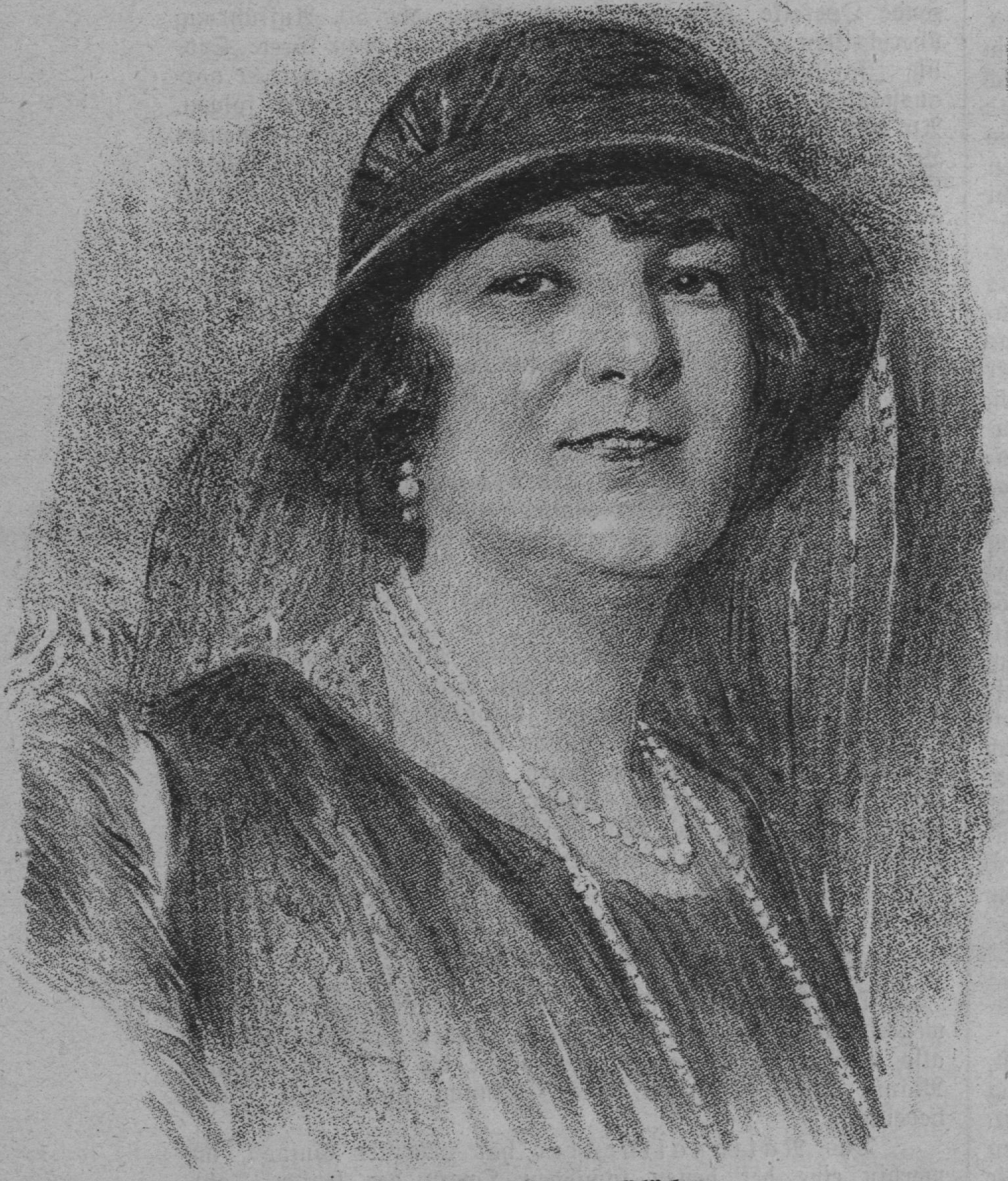
Zeichnung, 1925

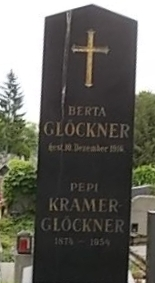
Grabstein von Josefine Kramer-Glöckner

- 1934: Eine Frau, die weiß, was sie will
- 1935: Bretter, die die Welt bedeuten
- 1938: Heiraten – aber wen?
- 1938: Dreizehn Stühle
- 1939: Ich bin Sebastian Ott
- 1939: Unsterblicher Walzer
- 1939: Mutterliebe
- 1940: Meine Tochter lebt in Wien
- 1940: Ein Leben lang
- 1940: Sieben Jahre Pech
- 1940: Operette
- 1941: Aufruhr im Damenstift
- 1941: Wir bitten zum Tanz
- 1942: Wen die Götter lieben
- 1943: Der zweite Schuß
- 1943: Gabriele Dambrone
- 1944: Musik in Salzburg
- 1944: Am Vorabend
- 1944/49: Wiener Mädeln
- 1946: Praterbuben
- 1947: Seine einzige Liebe
- 1948: Der Prozeß
- 1948: Anni
- 1949: Das Kuckucksei
- 1949: Das Siegel Gottes
- 1950: Cordula
- 1950: Der Seelenbräu
- 1951: Zwei in einem Auto
- 1952: Abenteuer in Wien
- 1952: 1. April 2000
- 1952: Nicht die Zeit für Blumen (No Time for Flowers)
- 1952: Seesterne
- 1953: Kaiserwalzer
- 1953: Hab’ ich nur Deine Liebe
- 1953: Ich und meine Frau
- 1953: Im Krug zum grünen Kranze (Die 5 Karnickel)